# Circonscriptions écossaises de Westminster de 1868 à 1885
La loi de 1868 sur la représentation du peuple a redéfini les limites des circonscriptions écossaises de la Chambre des communes du Parlement du Royaume-Uni (à Westminster), et les nouvelles limites ont été utilisées pour la première fois lors des élections générales de 1868.
Pour la même élections générales, les frontières en Angleterre ont été redéfinies par la loi de 1867 sur la représentation du peuple et il y a eu, en fait, un transfert de sept sièges parlementaires de l'Angleterre vers l'Écosse.
Les limites de 1868 ont également été utilisées lors des élections générales de 1874 et 1880.
À la suite de la législation, l'Écosse comptait 22 circonscriptions de burgh, 32 circonscriptions de comté et deux circonscriptions universitaires. À l'exception d'Edinburgh, Dundee et Glasgow, chaque circonscription écossaise représentait un siège pour un Membre du Parlement (MP). Edinburgh et Dundee représentaient deux sièges chacun et Glasgow trois sièges. L'Écosse avait donc droit à 60 MPs.
15 des circonscriptions étaient des District de burghs.
Les circonscriptions étaient nominalement liées aux comtés et aux burghs, mais les limites à des fins parlementaires n'étaient pas nécessairement celles à d'autres fins.
Pour l'élection générale de 1885, de nouvelles limites ont été définies par la loi de 1885 sur la redistribution des sièges.

## Circonscriptions de burghs
| Circonscription           | Contenu nominal |
| ------------------------- | --- |
| Aberdeen                  | comté d'Aberdeen: burgh d'Aberdeen |
| Ayr District              | comté d'Ayr: burghs d'Ayr et Irvine comté d'Argyll: burghs de Campbeltown, Inverary et Oban                                                                                              |
| Dumfries District         | comté de Dumfries: burghs de Annan, Dumfries, Lochmaben et Sanquhar comté de Kirkcudbright: burgh de Kirkcudbright                                                                       |
| Dundee                    | comté de Forfar: burgh de Dundee a élu deux MPs |
| Edinburgh a élu deux MPs  | comté d'Edinburgh: burgh d'Edinburgh |
| Elgin District            | comté d'Aberdeen: burghs d'Inverurie et Kintore et Peterhead comté de Banff: burgh de Banff comté d'Elgin: burghs d'Elgin et Cullen                                                      |
| Falkirk District          | comté de Lanark: burghs d'Airdrie, Hamilton et Lanark comté de Linlithgow: burgh de Linlithgow comté de Stirling: burgh de Falkirk                                                       |
| Glasgow Elected three MPs | comté de Lanark: burgh de Glasgow |
| Greenock                  | comté de Renfrew: burgh de Greenock |
| Haddington District       | comté de Berwick: burgh de Lauder comté de Haddington burghs de Dunbar, Haddington et North Berwick comté de Roxburgh: burgh de Jedburgh                                                 |
| Hawick District           | comté de Roxburgh: burgh de Hawick comté de Selkirk: burghs de Galashiels et Selkirk |
| Inverness District        | comté d'Elgin: burgh de Forres comté d'Inverness: burgh de Inverness comté de Nairn: burgh de Nairn comté de Ross: burgh de Fortrose                                                     |
| Kilmarnock District       | comté d'Ayr: burgh de Kilmarnock comté de Dumbarton: burgh de Dumbarton comté de Lanark: burgh de Rutherglen comté de Renfrew: burghs de Port Glasgow et Renfrew                         |
| Kirkcaldy District        | comté de Fife: burghs de Burntisland, Dysart, Kinghorn et Kirkcaldy |
| Leith District            | comté d'Edinburgh: burghs de Leith, Portobello et Musselburgh |
| Montrose District         | comté de Forfar: burghs d'Arbroath, Brechin, Forfar et Montrose comté de Kincardine: burgh d'Inverbervie                                                                                 |
| Paisley                   | comté de Renfrew: burgh de Paisley |
| Perth                     | comté de Perth: burgh de Perth |
| St Andrews District       | comté de Fife: burghs d'Anstruther Easter, Anstruther Wester, Crail, Cupar, Pittenweem, Kilrenny et St Andrews                                                                           |
| Stirling District         | comté de Fife: burghs de Dunfermline et Inverkeithing comté de Linlithgow: burgh de South Queensferry comté de Perth: burgh de Culross comté de Stirling: burgh de Stirling              |
| Wick District             | comté de Caithness: burgh de Wick comté de Cromarty: burgh de Cromarty comté d'Orkney: burgh de Kirkwall comté de Sutherland: burgh de Dornoch comté de Ross: burghs de Dingwall et Tain |
| Wigtown District          | comté de Wigtown: burghs de New Galloway, Stranraer, Wigtown et Whithorn |

## Circonscriptions de comtés
| Comté parlementaire     | Contenu nominal | Circonscriptions                   |
| ----------------------- | --- | ---------------------------------- |
| Aberdeen                | Comté d'Aberdeen à l' exception des burghs d'Aberdeen, Inverurie, et Kintore et Peterhead | East Aberdeenshire                 |
| Aberdeen                | Comté d'Aberdeen à l' exception des burghs d'Aberdeen, Inverurie, et Kintore et Peterhead | West Aberdeenshire                 |
| Argyll                  | Comté d'Argyll sauf les burghs de Campbeltown et Inverary et Oban | Argyll                             |
| Ayr                     | Comté d'Ayr à l'exception des burghs d'Ayr et d'Irvine et Kilmarnock | North Ayrshire                     |
| Ayr                     | Comté d'Ayr à l'exception des burghs d'Ayr et d'Irvine et Kilmarnock | South Ayrshire                     |
| Banff                   | Comté de Banff sauf burgh de Banff | Banffshire                         |
| Berwick                 | Comté de Berwick sauf burgh de Lauder | Berwickshire                       |
| Bute                    | Comté de Bute | Buteshire                          |
| Caithness               | Comté de Caithness sauf burgh de Wick | Caithness                          |
| Clackmannan and Kinross | Comté de Clackmannan et Comté de Kinross | Clackmannanshire and Kinross-shire |
| Dumbarton               | Comté de Dumbarton sauf burgh de Dumbarton | Dumbartonshire                     |
| Dumfries                | Comté de Dumfries à l'exception des burghs de Annan, Dumfries, Lochmaben et Sanquhar | Dumfriesshire                      |
| Edinburgh               | Comté d'Edinburgh à l'exception des burghs de Edinburgh, Leith, Portobello et Musselburgh | Edinburghshire                     |
| Elgin and Nairn         | Comté d'Elgin à l'exception des burghs d'Elgin, Forres et Cullen et Comté de Nairn sauf burgh de Nairn                                                                                                 | Elginshire and Nairnshire          |
| Fife                    | Comté de Fife à l'exception des burghs de Anstruther Easter, Anstruther Wester, Burntisland, Crail, Cupar, Dunfermline, Dysart, Inverkeithing, Kinghorn, Kilrenny, Kirkcaldy, Pittenweem et St Andrews | Fife                               |
| Forfar                  | Comté de Forfar à l'exception des burghs de Arbroath, Brechin, Dundee, Forfar et Montrose | Forfarshire                        |
| Haddington              | Comté de Haddington à l'exception des burghs de Dunbar, Haddington et North Berwick | Haddingtonshire                    |
| Inverness               | Comté d'Inverness sauf burgh d'Inverness | Inverness-shire                    |
| Kincardine              | Comté de Kincardine sauf burgh d'Inverbervie | Kincardineshire                    |
| Kirkcudbright           | Comté de Kirkcudbright sauf burgh de Kirkcudbright | Kirkcudbrightshire                 |
| Lanark                  | Comté de Lanark à l'exception des burghs d'Airdrie, Glasgow, Hamilton, Rutherglen et Lanark | North Lanarkshire                  |
| Lanark                  | Comté de Lanark à l'exception des burghs d'Airdrie, Glasgow, Hamilton, Rutherglen et Lanark | South Lanarkshire                  |
| Linlithgow              | Comté de Linlithgow à l'exception des burghs de Linlithgow et South Queensferry | Linlithgowshire                    |
| Orkney and Zetland      | Comté d'Orkney sauf burgh de Kirkwall et le comté de Zetland | Orkney and Zetland                 |
| Peebles and Selkirk     | County of Peebles and county of Selkirk except burghs of Galashiels and Selkirk | Peebles and Selkirk                |
| Perth                   | Comté de Perth à l'exception des burghs de Culross et Perth | Perthshire                         |
| Renfrew                 | Comté de Renfrew à l'exception des burghs de Greenock, Paisley, Port Glasgow et Renfrew | Renfrewshire                       |
| Ross and Cromarty       | Comté de Ross à l'exception des burghs de Dingwall, Fortrose et Tain Comté de Cromarty sauf burgh de Cromarty                                                                                          | Ross and Cromarty                  |
| Roxburgh                | Comté de Roxburgh sauf burgh de Hawick et Jedburgh | Roxburghshire                      |
| Stirling                | Comté de Stirling sauf burgh de Falkirk et Stirling | Stirlingshire                      |
| Sutherland              | Comté de Sutherland sauf burgh de Dornoch | Sutherland                         |
| Wigtown                 | Comté de Wigtown à l'exception des burghs de New Galloway, Stranraer, Wigtown et Whithorn | Wigtownshire                       |

## Circonscription universitaires
| Circonscription                       | Contenu                               |
| ------------------------------------- | ------------------------------------- |
| Edinburgh and St Andrews Universities | Universités d'Edinburgh et St Andrews |
| Glasgow and Aberdeen Universities     | Universités de Glasgow et Aberdeen    |